# Nicolas Fouquet, markis de Belle-Isle
Nicolas Fouquet, markis de Belle-Isle, vicomte de Melun et Vaux, född 27 januari 1615 i Paris, död 23 mars 1680 i fängelse i Pinerolo, var en fransk politiker, finansminister under Ludvig XIV av Frankrike.
Nicolas Fouquet föddes in i noblesse de la robe, fick skolgång hos jesuiter, och fick som trettonåring tjänst vid Paris parlament som avocat. Han utsågs 1635 till maître des requêtes och köpte 1650 generalprokuratorsplatsen (procureur général) vid Parisparlamentet. 
Som Mazarins anhängare i frondens strider blev han 1652 finansminister (Surintendant des finances) och begagnade sin ställning till att skaffa sig oerhörda rikedomar, som han dock delvis använde till att uppmuntra Frankrikes konst och litteratur. Sedan hans förhållande till Mazarin blivit kyligt, sökte han efter dennes död bli hans efterträdare som premiärminister. Men hans övermod och usla finansförvaltning, som Jean-Baptiste Colbert klargjort för kungen, förmådde denne att 1661 låta fängsla Fouquet efter en lysande fest på hans slott Vaux (vid Melun), vilken även kungen bevistat. Han arresterades av några musketörer under ledning av d'Artagnan. En huvudsakligen av hans fiender sammansatt domstol, under Pierre Séguier, dömde honom till landsförvisning, men han insattes på kungens befallning för livstid på Pinerolos fästning, där han dog 1680.
Hans länge omtvistade brottslighet är numera till fullo bestyrkt. Under sin långa fångenskap togs han varmt i försvar av forna vänner, bland dem La Fontaine, Saint-Évremond, Pellisson, Madeleine de Scudéry och madame de Sévigné. Fouquet, som var farfar till marskalk de Belleisle och Louis Charles Armand Fouquet, betraktades en tid, fastän säkert med orätt, som "mannen med järnmasken".